# چیهایاآکاساکا، اوساکا
چیهایاآکاساکا، اوساکا (به لاتین: Chihayaakasaka) یک منطقهٔ مسکونی در ژاپن است که در Minamikawachi District واقع شده‌است. چیهایاآکاساکا ۶٬۱۳۱ نفر جمعیت دارد.